# 京城府民館事件
京城府民館事件（日语：京城府民館事件，：／）是1945年（昭和20年）7月24日日属朝鮮京畿道京城府发生的爆炸事件。是日本統治下的朝鮮最後的独立運動事件。

## 事件开端
朝鮮人唯一的衆議院議員朴春琴，1945年（昭和20年）6月24日与李光洙结成大義党。准备7月24日在京城府民館召开反对欧美列強支配殖民地的亚细亚民族愤激大会。

## 事件概要
1945年7月24日京城府民館召开亚细亚民族愤激大会。满洲国和中华民国汪精卫政权代表出席会议、商讨亚细亚民族解放。
下午6時许有人投入炸弹，造成1人死亡、数十人受伤。会場陷入混乱、会议提前结束。嫌疑人趙文紀被逮捕，憲警並緝捕其他策劃者，然而直到終戰前一無所獲。20天後8月15日二战日本投降，朝鲜半岛独立，趙文紀被释放。

## 后续
趙文紀后来担任民族問題研究所理事長，追查亲日派。2008年2月5日去世。

## 関連項目
- 朝鲜总督府警察
- 京城府民館
- 恐怖主义
- 朝鲜独立运动
  - 櫻田門事件
  - 虹口公园爆炸事件
- 趙文紀（朝鲜语：조문기）
- 民族問題研究所